# Aelle de Sussex
Aelle (también Ælle o Ella) (pronunciado /'ælə/ en inglés) aparece en las fuentes tempranas como el primer rey de los sajones del sur y el fundador del reino de Sussex, reinando en la región inglesa de Sussex desde aproximadamente el año 477 hasta tal vez el año 514 como máximo. La información sobre este monarca es bastante limitada y no se puede afirmar con certeza si Aelle existió realmente.
Según las fuentes, Aelle y tres de sus hijos llegaron procedentes del continente europeo al lugar donde se encuentra Selsey Bill —el lugar exacto se encuentra bajo el mar y es probablemente un banco de arena conocido como the Owers— y combatieron contra los britanos. Se dice que en 491 los sajones lograron una victoria frente a los nativos en el lugar donde se encuentra la localidad de Pevensey, donde mataron hasta el último de sus oponentes. Aunque los detalles que cuentan estas tradiciones no pueden ser verificados, los nombres de los lugares de Sussex evidencian claramente que esa zona fue pronto colonizada y de forma exhaustiva por los sajones, apoyando la idea de que fue una de sus primeras conquistas.
Según Beda, monje de Northumbria autor de la crónica del siglo VIII Historia ecclesiastica gentis Anglorum, Aelle fue el primer rey anglosajón que logró mantener su imperium o señorío sobre el resto de reinos anglosajones. En la Crónica anglosajona de finales del siglo IX (de unos cuatrocientos años más tarde), Aelle es presentado como el primer bretwalda o gobernante de Britania, aunque no hay pruebas de que en ese tiempo ya existiera ese título. La muerte de Aelle no está registrada ni se sabe quién le sucedió como rey de Sussex.

## Contexto histórico

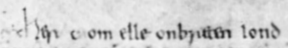
El nombre de Aelle es visible en esta línea del manuscrito de Parker de la Crónica anglosajona, escrito sobre el año 890

Si es que Aelle existió, vivió en medio del periodo de la historia de Inglaterra menos documentado. A principios del siglo V, Britania llevaba siendo romana trescientos cincuenta años. Los enemigos más molestos de Roma fueron los pictos del centro y del norte de Escocia y los escotos, que realizaban incursiones desde Irlanda. También eran molestos los sajones, nombre que los escritores romanos dieron a los pueblos que vivían en la zona septentrional de Alemania y el sur de la península de Jutlandia. Las incursiones sajonas en las tierras del sur y este de Inglaterra en el siglo III habían sido lo suficientemente alarmantes para los romanos como para construir las fortificaciones conocidas como Litus saxonicum y posteriormente nombrar un conde de la Costa sajona para dirigir la defensa frente a estas incursiones. El dominio romano sobre Britania terminó finalmente a principios del siglo V; la fecha que suele darse para el fin de la Britania romana es el año 410, año en que el emperador Flavio Honorio envió cartas a los britanos urgiéndoles a ocuparse ellos mismos de su propia defensa. Britania había sido saqueada repetidamente por tropas que apoyaban las reivindicaciones de usurpadores del trono romano, y los ejércitos romanos no regresaron después de 410.

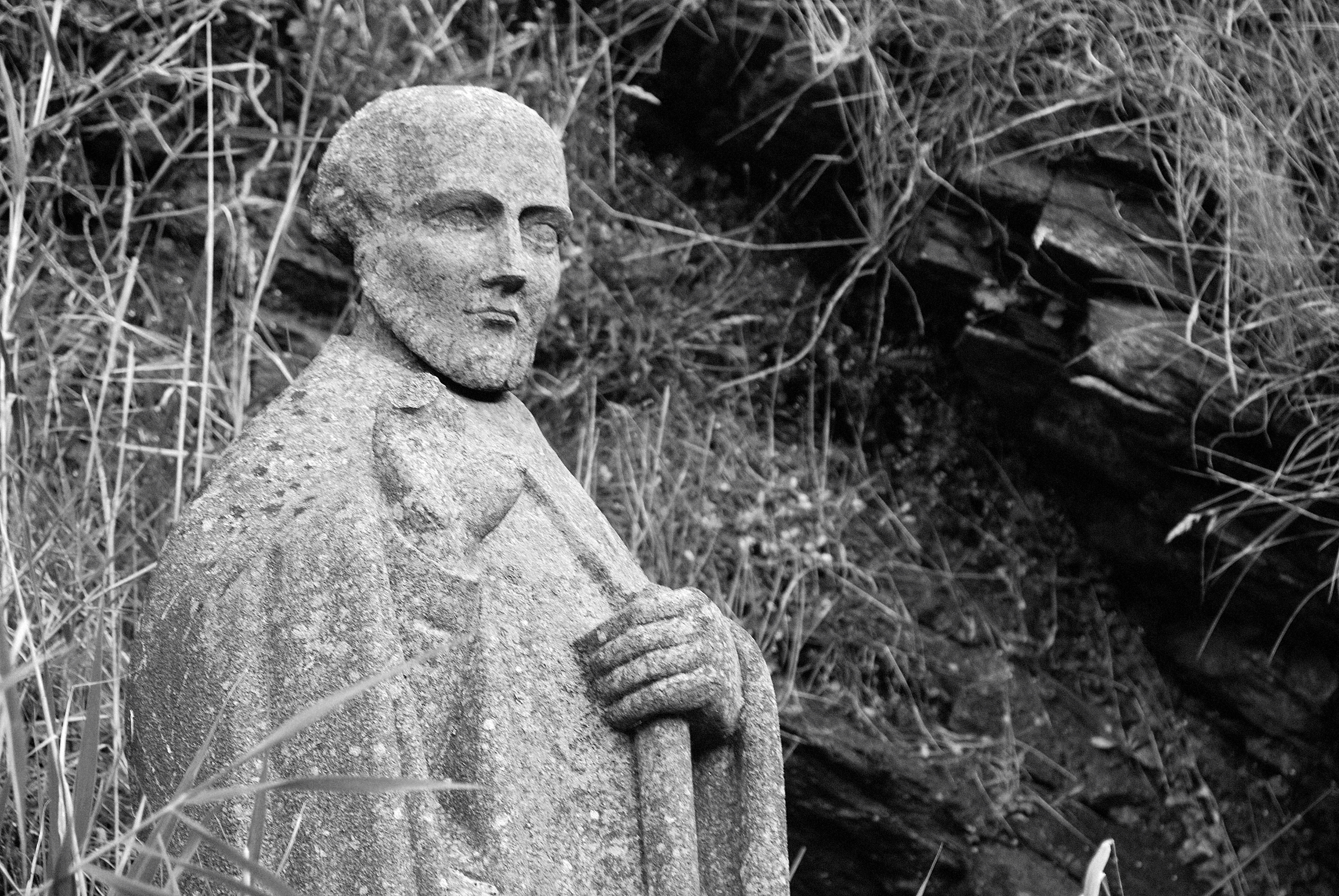
Imagen de San Gildas cerca del pueblo francés de Saint-Gildas-de-Rhuys.

Las fuentes que aportan datos referentes a hechos posteriores a esta fecha son extremadamente escasas, pero una tradición de un sacerdote britano de mediados del siglo VI, de nombre Gildas, cuenta que los britanos buscaron la ayuda de Aecio, cónsul romano, para enfrentarse a los bárbaros, probablemente a finales de los años 440, pero no recibieron ayuda. Posteriormente (y aquí la información de Gildas está complementada por otras fuentes posteriores, como la Crónica anglosajona), se supone que un líder britano llamado Vortigern invitó a mercenarios del continente a que le ayudaran en su lucha contra los pictos que atacaban desde el norte. Los líderes de estos mercenarios, cuyos nombres eran Hengest y Horsa, se rebelaron y comenzó un largo período de guerras. Los invasores —anglos, sajones, jutos y frisios— se hicieron con el control de algunas partes de Inglaterra, pero perdieron la importante batalla del Monte Badon, cuya localización se desconoce. Algunos autores han especulado que Aelle podría haber dirigido las fuerzas sajonas en esta batalla, mientras que otros descartan esta idea sin más.
De este modo, los britanos consiguieron un respiro y la paz duró al menos hasta el tiempo en que Gildas escribió: esto es, tal vez, un período de unos cuarenta o cincuenta años, desde finales del siglo V hasta mediados del siglo VI. Poco después del tiempo en el que vivió Gildas, los anglosajones reanudaron su avance, y a finales del siglo VI casi todo el sur de Inglaterra quedó bajo control de los invasores continentales.

## Fuentes

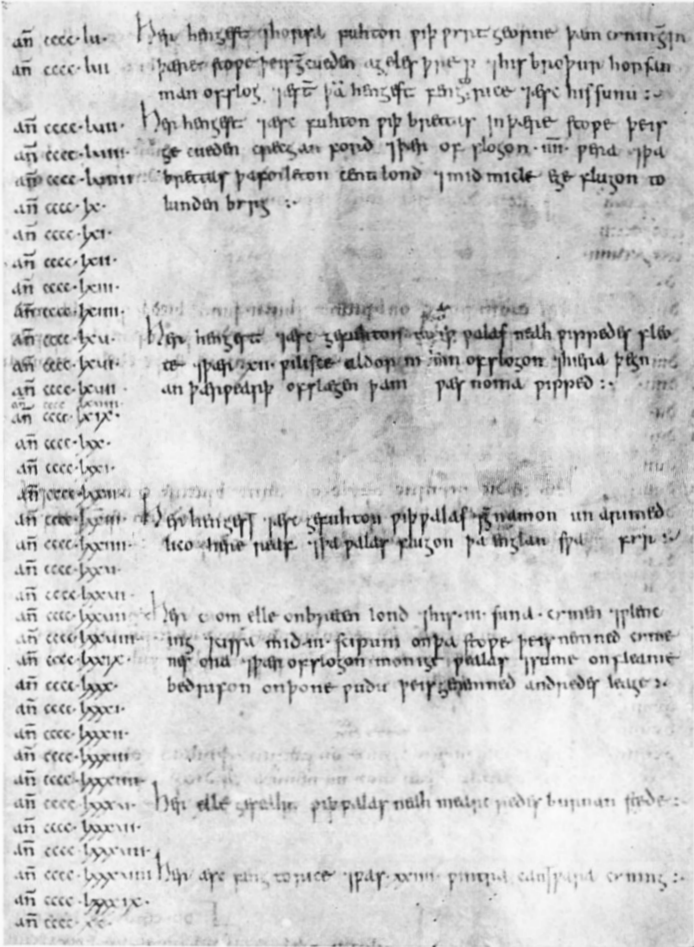
Una página del manuscrito [A] de la Crónica anglosajona. El nombre de Aelle, escrito como "Elle", puede verse en dos de las entradas al final de la página. La última entrada de la página, de 488, cuenta los hechos ocurridos en Kent y no hace mención de Aelle.

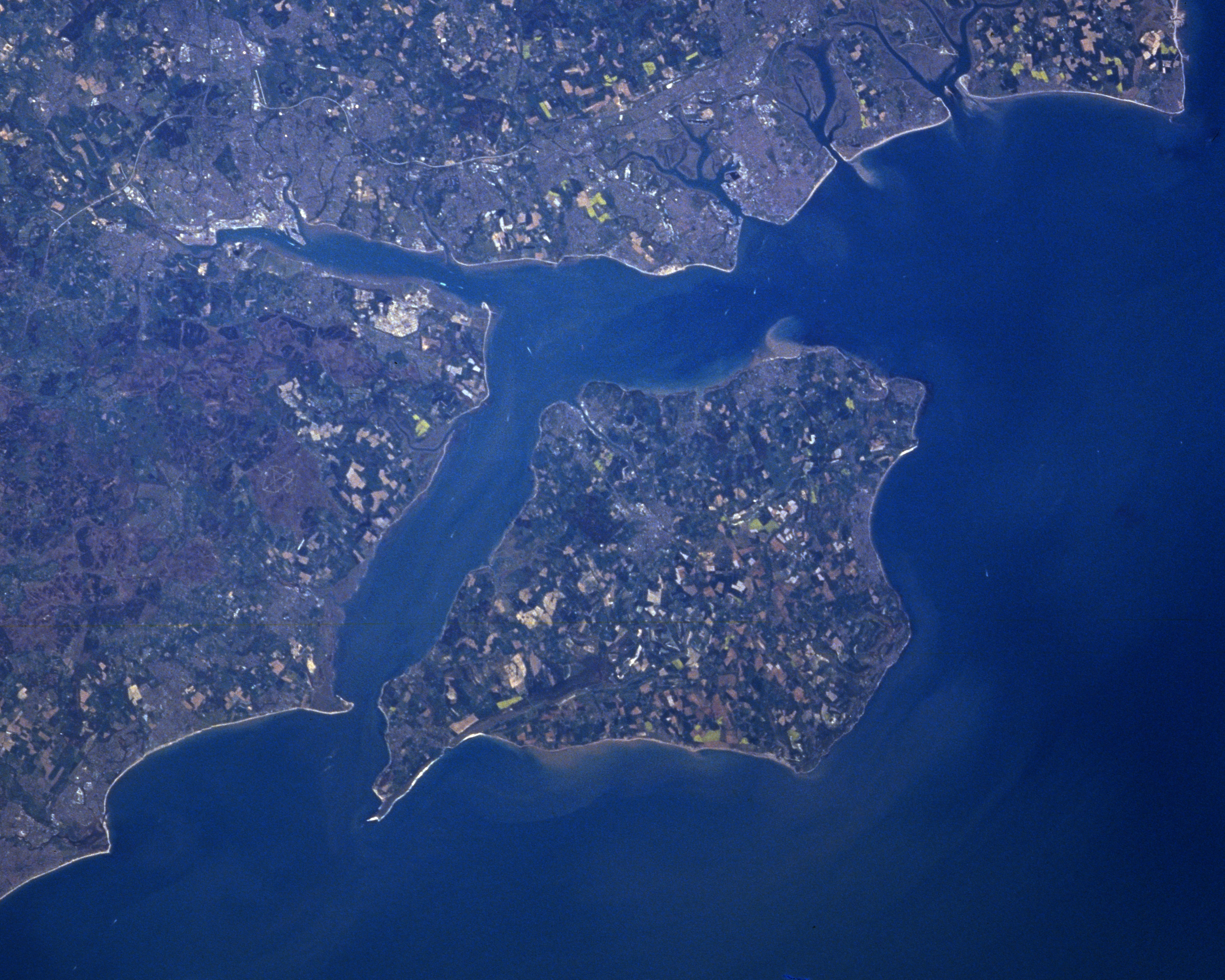
Imagen desde el espacio de la isla de Wight, al este de la cual desembarcaron Aelle y sus hijos.

## Pruebas a partir de los topónimos de Sussex
Las fechas más tempranas dadas en la Crónica anglosajona para la colonización de Sussex están apoyadas por un análisis de los topónimos de la región. La evidencia más clara viene de los topónimos que terminan en «-ing», como Angmering y Worthing, que derivan de una forma anterior terminada en «-ingas». Hastings, por ejemplo, deriva de Hæstingas, que significa ‘los seguidores o subordinados de una persona llamada Hæsta’.
Desde el oeste de Selsey Bill al este de Pevensey, se puede encontrar la mayor densidad de estos nombres de toda Gran Bretaña. Hay un total de unos cuarenta y cinco topónimos en Sussex de esta forma y al parecer los nombres propios de los cuales derivan eran de uso corriente antes del siglo VII, cuando volvieron a aparecer documentos escritos. Por lo tanto se acepta generalmente que estos topónimos evidencian el establecimiento de comunidades sajonas con poblaciones estables ya en los siglos V y VI. Además, fuera de lo común, Sussex tiene pocos nombres de lugares de origen britano. Esto no significa necesariamente que los sajones mataran o expulsaran a casi toda la población nativa, a pesar de la narración de la entrada para 491 de la Crónica anglosajona en la que se explica la matanza de britanos; sin embargo, esto implica que la invasión fue en una proporción que dejó poco espacio a los nativos.
Estas series de razonamientos no pueden probar las fechas dadas en la Crónica y mucho menos la propia existencia de Aelle, pero apoyan la idea de una temprana conquista y del establecimiento de un reino estable.

## Reinado
Si las fechas proporcionadas por la Crónica anglosajona son precisas hasta en medio siglo, entonces el reinado de Aelle tuvo lugar en medio de la expansión anglosajona y antes de la conquista definitiva de los britanos. Esto también parece coherente con las fechas proporcionadas para suponer que las batallas de Aelle fueron anteriores a la batalla del Monte Badon. Además esto explicaría el largo vacío, de cincuenta o más años, en la línea de sucesión de los bretwaldas: si la paz obtenida por los britanos se mantuvo de hecho hasta la segunda mitad del siglo VI, no sería esperable que un líder anglosajón pudiera parecerse a un señor de Inglaterra durante este tiempo. La idea de una pausa en el avance anglosajón está apoyada a su vez por el relato de Procopio de Cesarea sobre la migración en el siglo VI desde Gran Bretaña hacia el reino de los francos. El relato de Procopio es coherente con lo que se conoce que fue una colonización contemporánea de Armórica (la actual Bretaña, en Francia); los colonos, al menos una parte, parece que provenían de Dumnonia (la moderna Cornualles, en el Reino Unido). Parece probable que algo en aquel periodo interrumpió el flujo general de anglosajones desde el continente hacia Gran Bretaña.
Las fechas para las batallas libradas por Aelle son también razonablemente coherentes con los acontecimientos que se conocen del reino franco de aquel tiempo. Clodoveo I unió a los francos en un solo reino durante los años 480 y posteriores y la habilidad de los francos para hacer uso de su poder a lo largo de la costa sur del Canal de la Mancha podría haber desviado a los aventureros sajones hacia Inglaterra en lugar de hacia el continente.
Es posible, por lo tanto, que existiera un rey histórico llamado Aelle, que llegó del continente a Gran Bretaña a finales del siglo V y que conquistó la mayor parte de lo que ahora es Sussex. Podría haber sido un prominente jefe militar con un papel de liderazgo en una federación de grupos anglosajones luchando por territorio en Gran Bretaña en aquel tiempo. Esto podría ser el origen de la reputación que llevó a Beda a incluirlo en la lista de gobernantes del sur de Inglaterra. Las batallas enumeradas en la crónica son compatibles con una conquista de Sussex desde el este al oeste, contra una resistencia britana lo suficientemente fuerte como para aguantar catorce años. Esta área de control militar podría haberse extendido hasta Hampshire y hacia el norte por el valle alto del Támesis, pero con toda certeza no se extendía por toda Inglaterra al sur del río Humber como Beda afirma.
La muerte de Aelle no se menciona en la Crónica, que no da información sobre él, sus hijos o los sajones del sur hasta el año 675, cuando el rey de Sussex Ethelwalh fue bautizado.